# 威廉·库魏德
威廉·库魏德（德語：Wilhelm Kuhweide，1943年1月6日—），德国男子帆船运动员。他曾代表德国联队、西德参加1964年、1968年、1972年、1976年和1984年夏季奥林匹克运动会帆船比赛，获得一枚金牌和一枚铜牌。